# Montauk (Nueva York)
Montauk es un lugar designado por el censo (o aldea) ubicado en el condado de Suffolk en el estado estadounidense de Nueva York. En el año 2000 tenía una población de 3,851 habitantes y una densidad poblacional de 85 personas por km².

## Geografía
Según la Oficina del Censo, la ciudad de Montauk tiene un área total de 51,2 km² (19,8 mi²), de la cual 45,3 km² (17,5 mi²) es tierra y 5,9 km² (2,3 mi²) (11.53%) es agua.
Montauk Downs State Park Golf Course.
Lake Montauk.
Montauk Lake Club & Marina.
Montauk Point Lighthouse.
Montauk Point State Park.
Montauk Manor.
Montauk Public School.
Montauk Fire Department.
Montauk Sun Newspaper.
Montauk Hill House.
Montauk Soundview.
Montauk Harbor 41.071493, -71.937312.

## Demografía
Según la Oficina del Censo en 2000 los ingresos medios por hogar en la localidad eran de $42,329, y los ingresos medios por familia eran $50,493. Los hombres tenían unos ingresos medios de $40,063 frente a los $28,299 para las mujeres. La renta per cápita para la localidad era de $23,875. Alrededor del 10.6% de la población estaban por debajo del umbral de pobreza.

## Apariciones

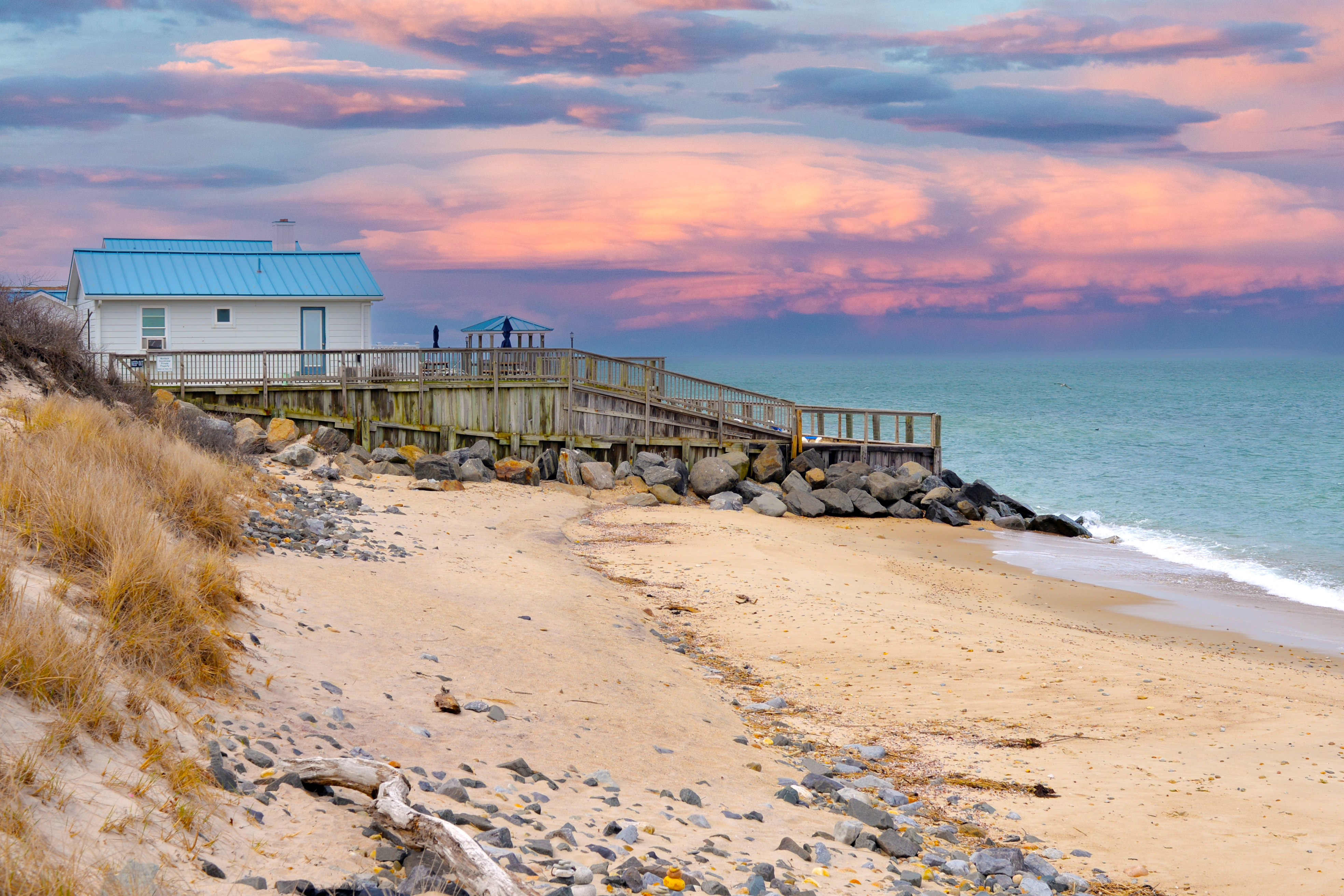
Montauk Soundview

En la película Eternal Sunshine of the Spotless Mind aparece la playa en el instante en que Joel (Jim Carrey), un hombre solitario y rutinario, decide de manera impulsiva iniciar un viaje en tren hacia una estación desconocida (en Montauk, Nueva York). Allí conoce a Clementine (Kate Winslet), una mujer impulsiva.
Es mencionado en el último capítulo de la tercera temporada de Friends, "El de la playa". Phoebe encuentra a la mejor amiga de su madre (finalmente resulta ser su madre biológica), que vive en Mountauk y deciden ir todos juntos a pasar el fin de semana. 
También es nombrado varias veces en la serie Revenge.
En 2014 se ha convertido en el escenario principal donde se desarrolla la acción de la serie de Showtime The Affair.
Es, también, el nombre de una novela del escritor suizo Max Frisch.
Aparece en varios de los libros de la serie Witches of East End, de Melissa de la Cruz.
También aparece en la saga de libros Percy Jackson y los dioses del Olimpo y en País de Espías de William Gibson.
Es el lugar en el que se desarrolla la trama de la película Hazme el favor (No Hard Feelings) de 2023.